# Lijst van scoutinggroepen in Vlaams-Brabant
Dit is een overzicht van scoutinggroepen in Vlaams-Brabant.

## FOS Open Scouting
- 14e FOS de Faunaten (Jette)
- 111e FOS First Brussels (Tervuren) (Britse scoutsgroep, aangesloten bij FOS Open Scouting)
- 163e FOS de Bevers (Langdorp)
- 213e FOS de Hinde (Tienen)
- 260e FOS Pepijn (Landen)
- 264e FOS de Vlievleger (Kessel-Lo)
- 285e FOS de Leeuwkens (Linden)
- 286e FOS Hermes (Wilsele)
- 345e FOS de Toekan (Lovenjoel)